# 食べる女
『食べる女』（たべるおんな）は、2014年（平成26年）4月3日から7月3日まで木曜深夜24時50分～25時05分に北海道テレビ放送で放送されたドラマ風グルメ番組。
「HTB深夜開拓魂 第15弾」として制作された1クール限定の15分番組。主演はアイドルグループ、バクステ外神田一丁目に所属するもえのあずき。

## 概要
テレビ東京、『元祖!大食い王決定戦 2014爆食ニューヒロイン誕生戦』に於いて全国3位の実績を誇る、現役アイドル一大食いであるもえのあずきの特技を活かした、北海道各地のデカ盛りメニュー店を巡り完食するドラマ仕立ての内容。
第1～4回までは大食いキャラを確立し北海道から全国制覇を目論むアイドルもえのあずきが一人でふらりとデカ盛りメニュー店を訪れる内容だったが、第5回以降は「もしも、もえあずが◯◯だったら」をテーマに、毎回シチュエーションと衣装を変え相手役、岸とのドラマ要素を増した内容となった。尚、第10回までは各回にストーリー的な繋がりはなく一話完結式になっている。そして終盤の第11～13回は再び設定をアイドルに戻し、新たにアンジェラ佐藤・オジョーという北海道出身の大食いタレントを登場させ、3話の連続した物語で締めくくっている。

## 出演者
- もえのあずき（バクステ外神田一丁目）
- 岸健介（第1回、第5回 - 第11回、第13回）
- アンジェラ佐藤（第11回 - 第13回[3]）
- オジョー（第12回、第13回[3]）

- ナレーション：岡田雅夫

## オンデマンド配信
- 地上波で放送された後、北海道ONデマンドユメミルひろばにてネット配信される。これにより北海道以外の地域からでも番組が視聴可能となっている。
- 第1回では放送5日後の配信だったが反響の大きさから第2回以降は放送翌日の金曜日の昼過ぎに配信される体制になる。
- 第1回配信は無料で視聴出来る。視聴期間7日間と表示されているが実際には第1回には視聴期間制限はない（5月現在）。
- 2014年7月7日付のHTBオンデマンドでのアクセスランキング2位を記録している[4]。

## 「しずる」について
番組内で毎回言うセリフだが（意味は”美味しそう”）この「しずる」は北海道や関西などの方言ではなく、肉汁が溢れたり冷えた缶ジュースに水滴がついているなどの食欲や購買欲を煽る広告表現のシズル（sizzle）から来ている。
- 第8回についてはもえのの設定が犬であったため犬語でのセリフだった。
- もえのあずき公式ブログに於いても「しずる」を積極的に使用しており、食べる女＝「しずる」という言葉のイメージ付けに一役買っている。
- 漫画家の瀬口たかひろは、月刊ヤングチャンピオン烈「瀬口たかひろの美少女発見」コーナーにて当番組を紹介し、この言葉をもえあず語として表現している[6]。

## その他
- もえのあずきにとってこの番組が初主演、初レギュラーとなる。
- ドラマ内での呼び名も、もえのあずき（もしくは愛称のもえあず）で呼ばれている。
- 番組内に登場する店主、店員はその店の本当のスタッフで内容に合わせた演技も披露する。
- 完食シーンは時間の都合上途中から早回しとなる。時折画面にニコニコ動画の様なコメントが流れる演出がある。
- 第1～4回まで、もえのが歩いたり体を動かす度に効果音が付いていた。
- 番組では1食で終わっているが実際の撮影では違うアングルの映像を撮る為数食分用意されている。実際に第1～6回での撮影時には同じデカ盛りメニューを3つ完食している。
- 第6回にて画面では殆ど映っていないが「月刊グルメdeグルメ」もえのあずきのしっかりした名刺が作られている[7]。
- 第2回放送において同時間帯トップの視聴率を記録する。以後ほぼ毎回トップを記録している[8]。
- 第8回での「Club Gluttony」とされる店内での撮影はススキノにあるニュークラブ「OrangeTerrace」にて行われた。
- 番組開始と同時にWEB担当であるHTBポッドキャスト1号Twitterでの番組実況ツイートが行われている。
- 第10回放送において、第11回放送（2014年6月19日）より放送内容の変更（連ドラ）の告知が行なわれた。
- 第13回エンディングBGMとして流れた「ハリネズミとジェリービー」は放送時点での未発表曲でこの番組が初披露となった、音源にはまだマスタリングされる前の物が使用されている[9]。

## 放送日時・内容
| 回 | 放送日 (2014年) | サブタイトル ～もしもタイトル～                                                 | キャラ 及び衣装     | ロケ店舗                          | 登場メニュー                        |
| -- | --------------- | ------------------------------------------------------------------------------- | ------------------- | --------------------------------- | ----------------------------------- |
| 1  | 4月3日          | 「チキンカツ定食を食べる女」                                                    | アイドル            | 定食屋六宝亭                      | チキンカツ定食                      |
| 2  | 4月10日         | 「海鮮丼を食べる女」                                                            | アイドル            | みゆきちゃん定食                  | 海鮮丼 激盛り定食                   |
| 3  | 4月17日         | 「スーパージャンボチャーシュー麺を食べる女」                                    | アイドル ゴスロリ   | 味の一龍                          | スーパージャンボチャーシュー麺      |
| 4  | 4月24日         | 「3倍盛りハンバーグディッシュを食べる女」                                       | アイドル 幼児キャラ | 喫茶屋かしさ                      | ハンバーグディッシュ3倍盛り         |
| 5  | 5月1日          | 「幸せの黄色いあんかけ焼きそばを食べる女」 ～もしももえあずが女子高生だったら～ | 高校生 セーラー服   | 中華食堂 龍凰                     | 幸せの黄色いあんかけ焼きそば 大盛り |
| 6  | 5月8日          | 「超大盛りうにちらしを食べる女」 ～もしももえあずが新米雑誌記者だったら～       | 新米雑誌記者 スーツ | すし耕                            | 超大盛りウニちらし                  |
| 7  | 5月15日         | 「北海道和牛オールスターズを食べる女」 ～もしももえあずがホステスだったら～     | ホステス            | 肉の割烹 田村                     | 北海道和牛全13メニュー              |
| 8  | 5月22日         | 「かぼちゃの鍋パンを食べる女」 ～もしももえあずが犬だったら～                   | 犬 着ぐるみ         | 王様のパン （店舗での食事は無し） | かぼちゃの鍋パン                    |
| 9  | 5月29日         | 「スープカレーを食べる女」 ～もしももえあずがインド人だったら～                 | インド人 サリー     | すーぷかりー ひげ男爵             | 肉男爵（スープカレー）              |
| 10 | 6月5日          | 「カツカレー大盛りを食べる女」 ～もしももえあずがくノ一だったら～               | くノ一 忍装束       | 未来亭                            | カツカレー大盛り                    |
| 11 | 6月19日         | 「スーパージャンボ生ちらしを食べる女」                                          | アイドル            | 寿司 まつくら                     | スーパージャンボ生ちらし            |
| 12 | 6月26日         | 「1kgスパゲティを食べる女」                                                     | アイドル            | 赤い館エルピア                    | 1kgスパゲティ全6品                  |
| 13 | 7月3日          | 「ドドンガ丼を食べる女」                                                        | アイドル            | 定番食堂                          | ドドンガ丼                          |

### 放送休止
- 6月12日 - 第114回 全米オープンゴルフ中継のため

## 各回放送詳細
※価格は放送当時のもの

### 第1回｢チキンカツ定食を食べる女｣
- 役、設定
  - もえのあずき：　アイドル
  - 岸健介：　もえあずファンの現場作業員
- 店舗：　定食屋六宝亭
- 注文メニュー：　チキンカツ定食 - おかず大盛り・ご飯てんこ盛り（総重量1.8kg）1242円
- 完食時間：　23分
- メイン以外で食べた物：　たこ焼き（ジャンボたこ焼き「八っちゃん」）、特撰メロンパン（フジパン）

### 第2回｢海鮮丼を食べる女｣
- 役、設定
  - もえのあずき：　アイドル
- 店舗：　みゆきちゃん定食
- 注文メニュー：　海鮮丼 激盛り定食（総重量2.6kg）1980円
- 完食時間：　17分
- メイン以外で食べた物：　たこ焼き（ジャンボたこ焼き「八っちゃん」）、バウムクーヘン（トップバリュ）

### 第3回｢スーパージャンボチャーシュー麺を食べる女｣
- 役、設定
  - もえのあずき：　アイドル（ゴスロリ）
- 店舗：　味の一龍
- 注文メニュー：　スーパージャンボチャーシュー麺（総重量2.8kg）1950円
- 完食時間：　14分
- メイン以外で食べた物：　たこ焼き（ジャンボたこ焼き「八っちゃん」）、キングドーナツ（丸中製菓）

### 第4回｢3倍盛りハンバーグディッシュを食べる女｣
- 役、設定
  - もえのあずき：　アイドル（幼児キャラ）
- 店舗：　喫茶屋かしさ
- 注文メニュー：　ハンバーグディッシュ3倍盛り（総重量2kg）1170円
- 完食時間：　10分
- メイン以外で食べた物：　たこ焼き（ジャンボたこ焼き「八っちゃん」）、カスタードエクレア（ローソン）

### 第5回｢幸せの黄色いあんかけ焼きそばを食べる女｣
～もしももえあずが女子高生だったら～
- 役、設定
  - もえのあずき：　女子高生（小樽潮見高校2年6組）
  - 岸健介：　高校生（小樽潮見高校3年6組）
- 店舗：　中華食堂　龍凰
- 注文メニュー：　幸せの黄色いあんかけ焼きそば 大盛り（総重量1.8kg）1000円
- 完食時間：　8分
- メイン以外で食べた物：　無し

### 第6回｢超大盛りうにちらしを食べる女｣
～もしももえあずが新米雑誌記者だったら～
- 役、設定
  - もえのあずき：　雑誌「月刊グルメdeグルメ」新米記者
  - 岸健介：　編集長
- 店舗：　すし耕
- 注文メニュー：　超大盛りウニちらし（総重量3.08kg）※時価（25000円前後が多い）
- 完食時間：　14分
- メイン以外で食べた物：　メルクーヘン（LeTAO）

### 第7回｢北海道和牛オールスターズを食べる女｣
～もしももえあずがホステスだったら～
- 役、設定

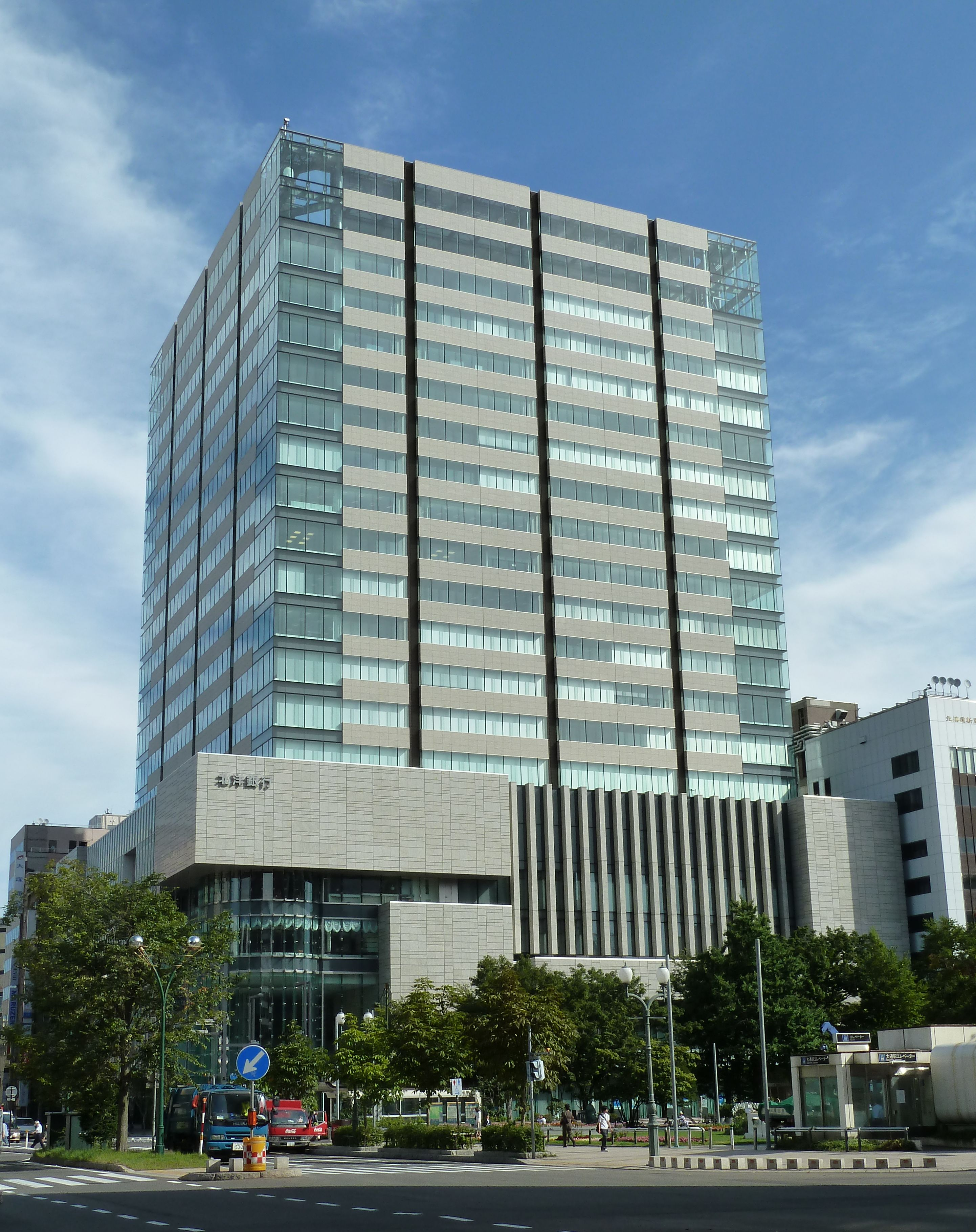
第7回でもえのが和牛厳選セットを完食した「肉の割烹 田村」の店舗が入居する大通ビッセ（北洋大通センター）

  - もえのあずき：　「Club Gluttony[10]」No.1ホステス
  - 岸健介：　「株式会社Kissy」代表取締役社長
- 店舗：　肉の割烹 田村（大通BISSE店）
- 注文メニュー[11]：　北海道和牛厳選セット（ロースヒレ、カルビ100g　タン80g）8500円、北海道和牛全13品（約1.3kg）、石焼きビビンバ（250g）780円
  - 北海道和牛全13品内訳（全て100g）：えりも産魚々紫（トトムラサキ）の北海道和牛漬けカルビ1093円、北海道和牛カルビ1185円、北海道和牛上カルビ1620円、北海道和牛特上カルビ2157円、えりも産魚々紫の北海道和牛漬けロース1944円、北海道和牛ロース2204円、北海道和牛上ロース2574円、北海道和牛ヒレ1833円、北海道和牛厳選厚切りヒレ3130円、北海道和牛厚切りシャトーブリアン3500円、北海道和牛特選サガリ1694円、北海道和牛もも焼きしゃぶ1093円、北海道和牛特選ロース焼きしゃぶ2546円
- 完食時間：　32分（北海道和牛厳選セットの時間は含まず）
- メイン以外で食べた物：　フルーツ盛り

### 第8回「かぼちゃの鍋パンを食べる女」
～もしももえあずが犬だったら～
- 役、設定
  - もえのあずき：　岸家のペット（犬）
  - 岸健介：　飼い主
- 店舗：　王様のパン
- 注文メニュー：　かぼちゃの鍋パン（2.2kg）2725円
- 完食時間：　2時間44分
- メイン以外で食べた物：　食パン、北海道十勝軽やかしぼり（よつ葉乳業）、ミネラルウォーター、ジャム等

### 第9回「スープカレーを食べる女」
～もしももえあずがインド人だったら～
- 役、設定
  - もえのあずき：　インド人観光客 モハメド・もえのあずき
  - 岸健介：　北海道で働くインド人エンジニア モハメド・キッスィ（もえのあずきの父）
- 店舗：　すーぷかりー ひげ男爵
- 注文メニュー：　肉男爵 - スープ大盛り、野菜2倍、ご飯特盛り[12]（総重量2.7kg）1870円
- 完食時間：　18分
- メイン以外で食べた物：　ナン、カレー

### 第10回「カツカレー大盛りを食べる女」
～もしももえあずがくノ一だったら～
- 役、設定
  - もえのあずき：　くノ一
  - 岸健介（2役）：　デカ盛りシュラン面接官、北海道で働くインド人エンジニア モハメド・キッスィ
- 店舗：　未来亭
- 注文メニュー：　カツカレー大盛り（総重量2.92kg）950円
- 完食時間：　17分
- メイン以外で食べた物：　無し

### 第11回「スーパージャンボ生ちらしを食べる女」
- 役、設定
  - もえのあずき：　アイドル
  - 岸健介：　漁師
  - アンジェラ佐藤：　北海道No.1の食べる女 大食いセレブ
- 店舗：　寿司 まつくら
- 注文メニュー：　スーパージャンボ生ちらし（総重量2.19kg）3560円[13]
- 完食時間：　16分
- メイン以外で食べた物：　国稀 特別純米酒720ml（國稀酒造）、たこ焼き（ジャンボたこ焼き「八っちゃん」）

### 第12回「1kgスパゲティを食べる女」
- 役、設定
  - もえのあずき：　アイドル
  - アンジェラ佐藤：　北海道No.1の食べる女 大食いセレブ
  - オジョー：　大食い女芸人
- 店舗：　赤い館エルピア
- 注文メニュー：　ナポリタン 1kg 1520円[14]、ハンバーグミート 1kg 1920円（総重量約3.4kg）[15]
- 完食時間：　45分
- メイン以外で食べた物：　たこ焼き（ジャンボたこ焼き「八っちゃん」）、バナナジュース、セットサラダ+スープ（各2ヶ）

### 第13回「ドドンガ丼を食べる女」
- 役、設定
  - もえのあずき：　アイドル
  - 岸健介：　もえあずファンの現場作業員
  - アンジェラ佐藤[3]：　北海道No.1の食べる女 大食いセレブ
  - オジョー[3]：　大食い女芸人
- 店舗：　定番食堂
- 注文メニュー：　ドドンガ丼（総重量4.56kg）2500円
- 完食時間：　38分
- メイン以外で食べた物：　たこ焼き（ジャンボたこ焼き「八っちゃん」）

## 劇中使用楽曲
※それぞれ、「バクステ外神田一丁目」の楽曲
♪「バイトファイター」（番組メインテーマ曲）
♪「バックステージpassのテーマ～推しはキミさ～」（第2回ライブシーン）
♪「どうせ推されない」（第2回ライブシーン、第11回ED）
♪「KiraKira My Heart」(第2回ED)（第3、4回挿入歌）
♪「ガールズトーク」（第4回ED)（第5、13回挿入歌）
♪「プロデュース」（第5回ED）
♪「美少女黙示録」（第6回ED）
♪「ヨロピクピクヨロ！」（第7回ED）
♪「ミラクルの秘訣」（第8回ED）
♪「HAPPY!今日はなんだか忙し～」（第9回ED）
♪「ハリネズミとジェリービー」（第13回ED）
※その他、クラシック、ゲーム音楽等をBGMとして使用している

## スタッフ
※カッコ内は担当放送回
- 企画・プロデュース - 戸島龍太郎
- 撮影 - 小山康範、道下学(10)
- 撮影助手 - 美水慎吾(1、2、11～13)、石山史也(3、4、7～10)、高橋政人(5、6)、村田俊之(9、10)
- 音声 - 佐貫亮太(1、2、5～13)、関千尋(3、4)、松澤聡(7、8)
- 照明 - 金川空（KYORITZ）(1～10)、星野拳（KYORITZ）(11～13)
- スタイリスト - 大澤陽子
- ヘアメイク - 丸山郁美(1、2、5～13)、大野いつか(3)、木村佳織(4)
- 音効 - 依本慎也
- MA - 沢里憲壮
- CG - 長谷川卓也(1、4、5、7～13)
- 美術 - 山崎耕司、柴田有弓、加藤千晶
- WEB - HTBポッドキャスト1号
- 衣装協力 - axes femme(1～4、6、11～13)、yun(1～4、6、7、9、11～13)、札幌衣装(5、9、10、13)、Three Four Time(6、7、11～13)、はるやま平岸店(6)
- 協力 - BgBee、クロステレビビジョン、OrangeTerrace(7)
- AD - 加藤和弥
- ディレクター - 辻崎剛広
- 演出 - 南部健吾
- チーフディレクター - 海野祐至
- プロデューサー - 北村力、多田健(3、4、7、8)
- 制作著作 - HTB北海道テレビ放送